# Malaxis schliebenii
Malaxis schliebenii là một loài thực vật có hoa trong họ Lan. Loài này được (Mansf.) Summerh. mô tả khoa học đầu tiên năm 1951.